# Kōshō
Cesarz Kōshō (jap. 孝昭天皇 Kōshō tennō; pol. "Promieniejący Synowskim Przywiązaniem"; ur. 506 p.n.e., zm. 5 września 393 p.n.e.) – 5. cesarz Japonii, według tradycyjnego porządku dziedziczenia.
Późniejsze generacje włączyły to imię do listy władców Japonii, czyniąc go cesarzem pośmiertnie i wyznaczając go jako jednego z wczesnych suwerenów i przodków dynastii.
Kōshō panował od 21 lutego 475 p.n.e. do 5 września 393 p.n.e.
Trudno też określić, jakim obszarem Japonii rządził. Kōshō był prawdopodobnie jednym z wodzów plemiennego społeczeństwa we wczesnym okresie Yamato. Wyznaczenie jakichkolwiek dat okresu jego panowania jest trudne i jest on traktowany przez historyków jako "legendarny cesarz". Był on czwartym z ośmiu cesarzy, o których nie powstały żadne legendy. W Kojiki i Nihon-shoki zostały zapisane tylko jego imię i genealogia. Jego historyczne istnienie określa jedynie tradycja. Współczesne badania nie potwierdzają, aby taka osoba istniała.
Według Kojiki za życia nosił imię Mimatsuhikokaeshine no Mikoto (jap. 御真津日子訶恵志泥命 Święty i Nietykalny Potomek Słońca Dobrotliwy Pan Który Umacniał Potęgę). Po objęciu władzy osiadł we dworze Wakigami w okręgu Kazuraki. Pojął za żonę młodszą siostrę naczelnika okręgu Owari, którą była Yosotahobime no Mikoto (jap. 余曽多本毘売命 Dziewczyna Która Doświadczyła Łask). Miał z nią dwóch synów:
- Ameoshitarashihiko no Mikoto (jap. 天押帯日子命 Młodzian Który Stracił Zdolność Władania Niebianami)
- Ooyamatotarashihikokunioshibito no Mikoto (jap. 大倭帯日子国押人命 Młodzian Godzien Wielkiego Yamato Który Zawładnął Krajem)

Według Kojiki zmarł w wieku 93 lat, według Nihongi w wieku 113 lat. Mauzoleum cesarza Kōshō znajduje się w Gose, prefektura Nara. Nazywa się ono Wakigami no Hakata no yama no e no misasagi .